# Greenbelt (metropolitana di Washington)
Greenbelt è una stazione della metropolitana di Washington, capolinea orientale della linea verde; in orari di punta è servita anche da treni della linea gialla. È anche una stazione della linea Camden del Maryland Area Regional Commuter. Si trova a Greenbelt, in Maryland, vicino al percorso della Capital Beltway.
È stata inaugurata l'11 dicembre 1993, contestualmente all'estensione della linea verde oltre la stazione di Fort Totten.
La stazione è dotata di un parcheggio da circa 3400 posti; è servita da autobus dei sistemi Metrobus (anch'esso gestito dalla WMATA) e TheBus, e da autobus della Regional Transportation Agency of Central Maryland.